# Abul Djabar
Abul Djabar (fallecido el 21 de octubre de 1970) fue un asesino en serie afgano que mató al menos a 65 personas y era sospechoso de asesinar a más de 300 hombres y niños.
Estrangulaba a sus víctimas con un turbante mientras las violaba. Djabar fue arrestado por la policía mientras intentaba matar a otra víctima. Fue condenado a muerte y ahorcado el 21 de octubre de 1970. Anteriormente, dos personas inocentes habían sido ejecutadas por los asesinatos.

## See also
- Lista de asesinos en serie por país
- Lista de asesinos en serie por número de víctimas